# Koronás levéllábú sáska
A koronás levéllábú sáska (Extatosoma tiaratum) a rovarok (Insecta) osztályának botsáskák (Phasmatodea) rendjébe, ezen belül a Verophasmatodea alrendjébe és a valódi botsáskák (Phasmatidae) családjába tartozó faj.

## Előfordulása
A koronás levéllábú sáska eredeti előfordulása az ausztrál kontinens és Pápua Új-Guinea, valamint (talán) a közéjük eső szigetek.
Ipari mértékben tenyésztik az egzotikus állatokkal való kereskedelem kielégítésére, valamint a laboratóriumok számára.

## Alfajai
- Extatosoma tiaratum tiaratum (Macleay, 1826) - leveleket utánoz
- Extatosoma tiaratum bufonium Westwood, 1874 - zuzmókat utánoz

## Megjelenése
Erre a botsáskafajra a nemi kétalakúság jellemző. A hím kisebb és vékonyabb, mint a nőstény, csak 11 centiméter hosszú és nála hiányzanak a testet borító tüskék; tüskék csak a pofája körül láthatók. A hímnek három egyszerű szeme, valamint a nősténytől eltérően, hosszú szárnyai vannak. A körülbelül 20 centiméteres nőstény testét tövisszerű tüskék borítják. A nőstény rövid szárnyai – főleg amikor vemhes – alkalmatlanok a repülésre. Mindkét nemű állat színezete tökéletesen álcázza a környezetében, továbbá potrohuk végét felfelé görbítik skorpiószerűen (Scorpiones).

## Életmódja
A természetes élőhelyén az eukaliptuszfajok (Eucalyptus) leveleivel táplálkozik. Fogságban, a tenyésztők szerint Myrica-, galagonya- (Crataegus), tölgy- (Quercus), Photinia-, rózsa- (Rosa) és szederfajokkal (Rubus), az utóbbiból főleg a Rubus spectabilisszal etethető. Habár a rovar megél eukaliptuszok nélkül, a színezete és mérete nem lesz olyan, mint a vadonban élőké.
Támadói ellen, csak a tüskéi, valamint karamell illatú szaganyag, amely habár kellemes az ember számára, elriasztja a ragadozókat.

## Szaporodása
A koronás levéllábú sáska főleg párzás által szaporodik, viszont ha a környéken vagy terráriumban nincsenek hímek, akkor a szűznemzés is megtörténhet. Szűznemzés esetén, az új nemzedék tagjai mind nőstények. Vadonban a petéket összeszedik a hangyák és beviszik a bolyba. Itt lerágják a petét borító szerves búrát a petét pedig a szeméttározóikba szállítják, ahol a petéből biztonságba kell ki a kis botsáska. Életének első szakaszában a koronás levéllábú sáska hangyának álcázza magát.

## Képek

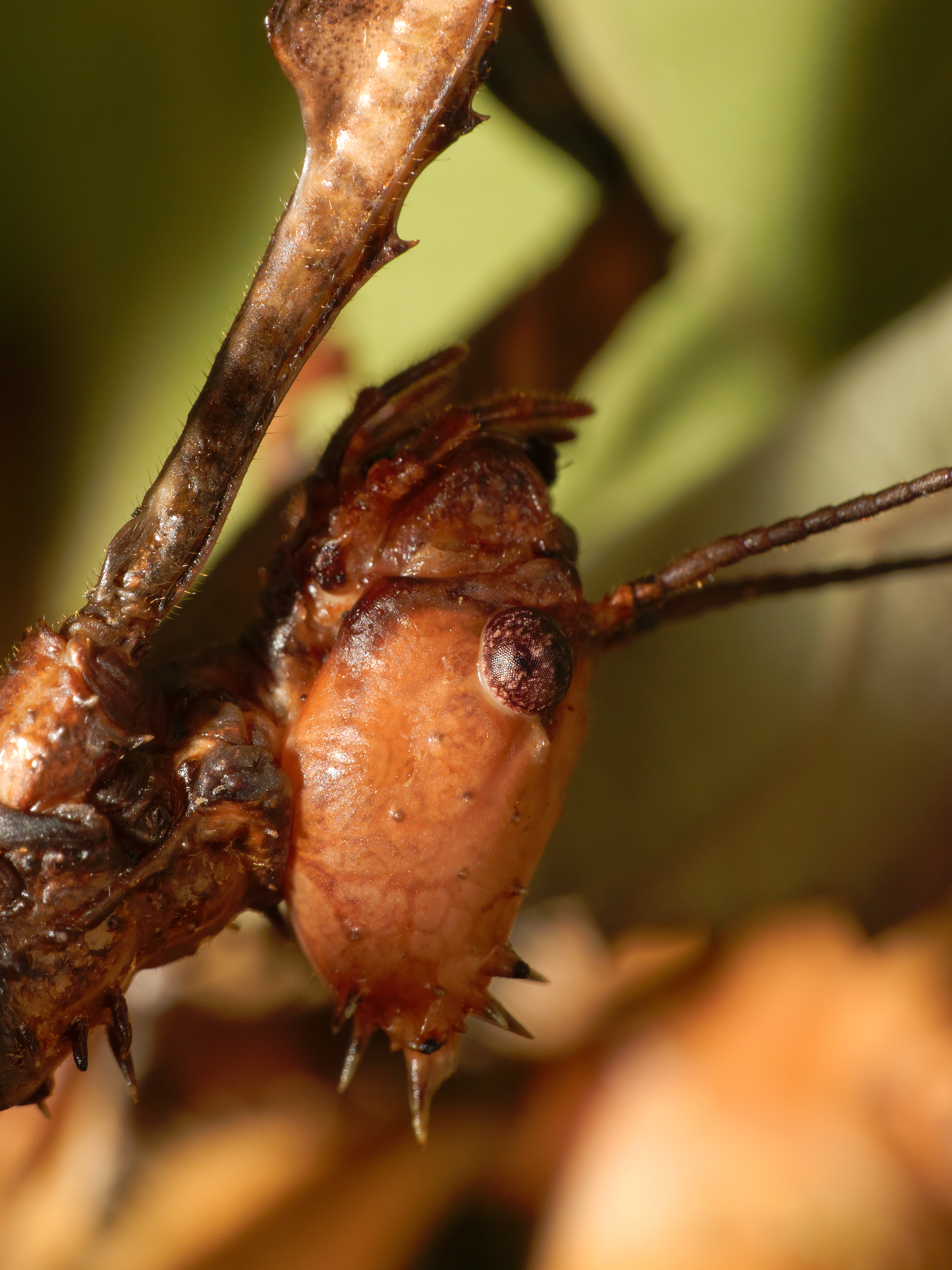
A fej
közelről
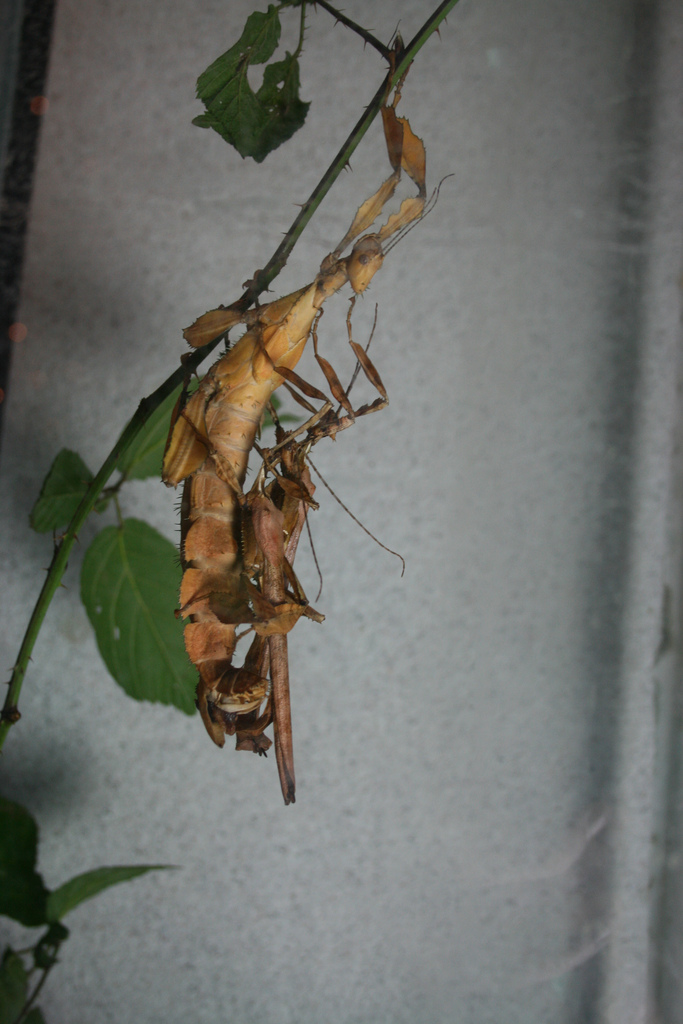
Egy nőstény két udvarlóval
és párban
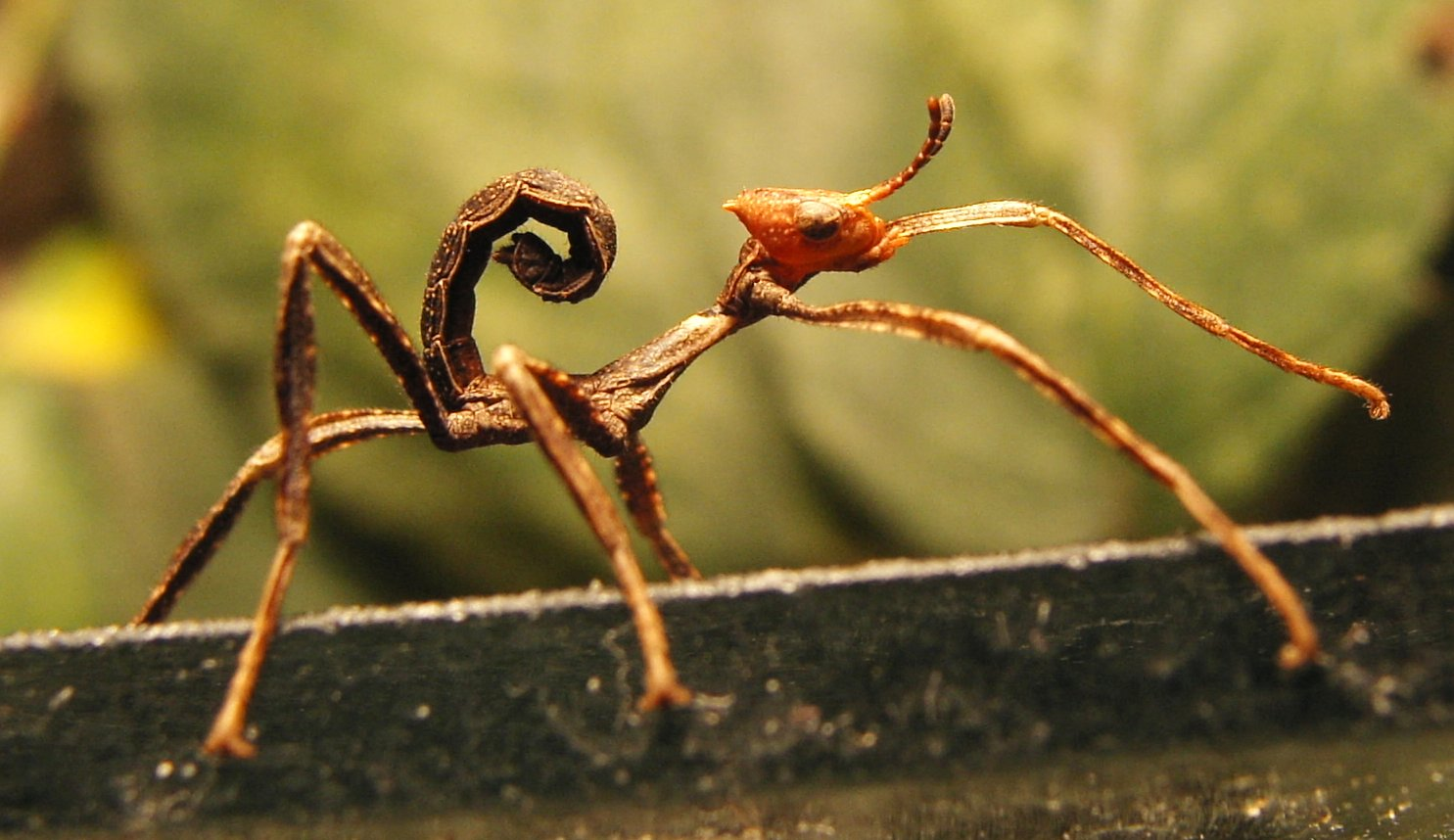
Hangyát utánzó fiatal
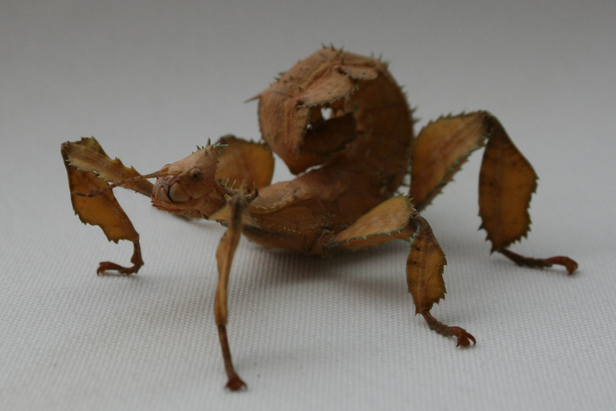
Fiatal nőstény
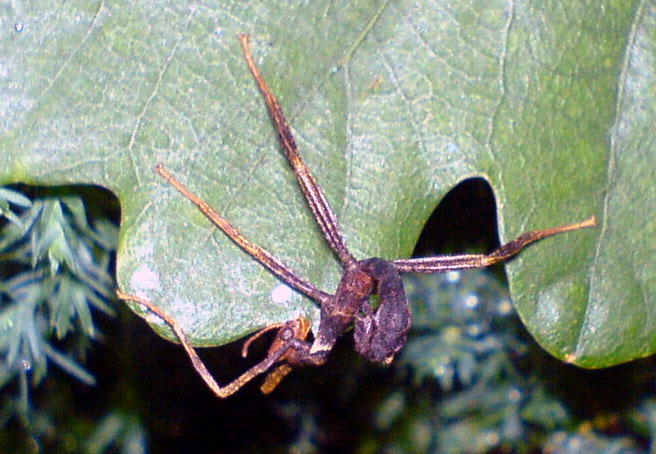
és fiatal hím
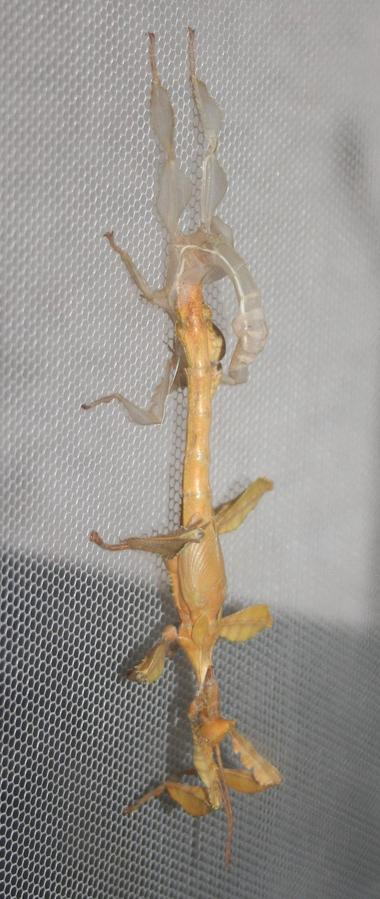
Vedlés közben

## Fordítás
- Ez a szócikk részben vagy egészben  az   Extatosoma tiaratum című angol Wikipédia-szócikk ezen változatának fordításán alapul.  Az eredeti cikk szerkesztőit annak laptörténete sorolja fel. Ez a jelzés csupán a megfogalmazás eredetét és a szerzői jogokat jelzi, nem szolgál a cikkben szereplő információk forrásmegjelöléseként.